# Cáncer de ovario
El cáncer de ovario es un tumor maligno que nace en cualquiera de las partes del ovario. El ovario es un órgano  complejo que puede ser asiento de numerosos tumores de muy distinta morfología, algunas de las cuales están dotadas de función hormonal, lo que justifica la gran variedad de clasificaciones. La ubicación más frecuente del cáncer es en el epitelio que recubre al ovario. También se desarrolla a partir de las  células germinales o del tejido conectivo alrededor del ovario. El riesgo de padecer cáncer de ovario se correlaciona directamente con anomalías en los genes BRCA1 y BRCA2. Por lo general, el cáncer de ovario no produce síntomas.
Es por esto que, la mayoría de los casos se detectan cuando la enfermedad ya está avanzada, pero si se detecta en etapa temprana puede mejorar el pronóstico.
Un estudio retrospectivo publicado en 2018 por Jama Network, afirmaba que: el consumo de aspirina en bajas dosis está relacionado con la disminución de las posibilidades de sufrir cáncer de ovario. La posibilidad calculada de padecer este tipo de cáncer podría disminuir en un 23%. "No estamos en la etapa en la que podríamos recomendar que el uso diario de aspirina reduzca el riesgo de cáncer de ovario".

## Epidemiología
No es fácil calcular la frecuencia exacta del cáncer de ovario y se encuentran grandes diferencias entre diversos países. Alcanza muy alta frecuencia en los países industrializados de Europa Occidental, Israel, Canadá y EE. UU. Es el sexto tumor maligno más frecuente en las mujeres tras los cánceres de mama, intestino grueso, pulmón, útero y linfomas.
Tienen una alta mortalidad. Excluyendo el cáncer de mama, supone la primera causa de muerte por cáncer ginecológico, a pesar de que su frecuencia es menor que la de útero. Presentan un diagnóstico difícil y se suele actuar en estadios avanzados. En España representa el 3,31 % de todas la muertes por cáncer y se sitúa en el octavo lugar detrás de los cánceres de mama, estómago, colon y recto, útero, pulmón, páncreas y leucemia (López-Abente y cols. 1996). La malignidad de los tumores ováricos es más frecuente después de los 50 años. La edad media se sitúa entre los 50 y 59 años, con el a los 89 años.
Es un importante problema de salud, más que por su incidencia por su tasa bruta de mortalidad, debido al diagnóstico en fases avanzadas de la enfermedad, y se puede considerar como la única neoplasia ginecológica en la que el diagnóstico precoz no ha avanzado en los últimos años. El cáncer de ovario representa la cuarta causa de muerte por cáncer en mujeres en Estados Unidos y la primera causa de muerte por cáncer ginecológico en el mundo occidental.

### Factores de Riesgo
La esterilidad y fármacos utilizados para la estimulación ovárica en tratamientos de más de un año de duración, como el Clomifeno aumentan la incidencia del cáncer de ovario. Por su parte, el parto, el uso de anticonceptivos orales, la ligadura tubárica (por un mecanismo aún desconocido) y la histerectomía reducen la incidencia de cáncer de ovario. Aún falta evidencia de la asociación de algunos factores con el cáncer de ovario, incluyendo la exposición a talco y asbesto, la Terapia Hormonal Sustitutiva, una dieta rica en grasas y factores tóxicos como tabaco, alcohol, café y radiaciones ionizantes.
Los factores de riesgo asociados con el cáncer de ovario incluyen:
- Edad avanzada
- Aparición temprana de la menarquia
- Aparición tardía de la menopausia
- Historia familiar
- Nuliparidad
- Obesidad
- Uso de talco perineal
- Tabaco
- Endometriosis
- Terapia de reemplazo hormona

Si la madre de una mujer y/o una hermana han presentado cáncer de ovario, de mama o de útero, la mujer tiene un mayor riesgo de desarrollar la enfermedad.
También, las mujeres que han presentado quistes o endometriosis, son especialmente proclives.

### Síntomas
Es una enfermedad que suele producir pocos síntomas, pudiendo alcanzar una fase avanzada antes de causarlos. El primer síntoma suele ser un ligero malestar en la parte inferior del abdomen, similar a una indigestión; la hemorragia uterina no es frecuente.
El hecho de que una paciente posmenopáusica tenga ovarios de mayor tamaño puede ser un signo precoz de cáncer, a pesar de que su crecimiento también puede deberse a quistes, a masas no cancerosas y a otros trastornos. Asimismo, puede aparecer líquido en el abdomen y éste puede hincharse, debido a ello o al aumento de tamaño del ovario. En esta fase, la mujer puede tener dolor en la pelvis, anemia y pérdida de peso. En algún caso excepcional, el cáncer de ovario secreta hormonas que producen un crecimiento excesivo del revestimiento interno uterino, un aumento en el tamaño de las mamas o un mayor desarrollo del vello. Otros síntomas pueden ser la falta de apetito, la saciedad o el cansancio.

## Causa
Es desconocida, pero se sabe que se necesitan múltiples factores y que se suelen producir a partir de la transformación maligna del epitelio de la superficie ovárica. Es más frecuente en nulíparas apoyado en la hipótesis de la ovulación incesante y del efecto protector de los anovulatorios y los embarazos.
Existe un factor genético hereditario que se conoce como cáncer de ovario familiar o hereditario (entre un 5 y 10% tienen este componente), también hay autores que recomiendan una quimioprevención con anticonceptivos hormonales orales en estas mujeres con factor hereditario durante un periodo igual o superior a 6 años.

## Diagnóstico
Los cribados para el cáncer de ovario no suelen ser muy sensibles, por lo que su diagnóstico es tardío en aproximadamente 70% de los casos. Siempre se comienza con una completa historia clínica, teniendo en cuenta la historia familiar de cáncer en la paciente. En los Estados Unidos se recomienda una exploración rectovaginal anual.
Los síntomas suelen confundirse con los de otras enfermedades como las gastrointestinales. Además, no existe una prueba simple para detectar con precisión la enfermedad, sin embargo existen una serie  de métodos que pueden ayudar a su diagnóstico. También están disponibles marcadores tumorales, como el CA 125. El ultrasonido transvaginal sigue siendo el método de elección para evaluar las masas anexiales, incluyendo la velocitometría doppler color.
Una cirugía mediante laparoscopia, así como la cirugía exploratoria del abdomen conocida como laparotomía, se requieren para confirmar el diagnóstico y determinar el avance de la enfermedad.
En la actualidad no hay pruebas de que exista un beneficio en el cribado en mujeres que presentan un o ningún familiar de 1.er grado con cáncer de ovario.

## Tratamiento
Las opciones de tratamiento varían dependiendo de: el tamaño del tumor, la posición del tumor, el grado de difusión y la condición física de la paciente.
Dentro de las opciones de tratamiento se encuentran la cirugía, la quimioterapia y la terapia biológica.

## Aspectos físicos ante el cáncer
El tratamiento contra el cáncer puede afectar numerosas funciones en el organismo. Uno de los efectos secundarios que prevalecen para la población con cáncer, es la fatiga. Por esto, las pacientes deben poner especial atención en realizar actividad física que pueda ayudarles a superar la sensación de cansancio. El ejercicio podría disminuir o incluso revertir los efectos del tratamiento.

## Aspectos psicológicos ante el cáncer
Es un hecho que las pacientes tras conocer su diagnóstico no suelen hablar abiertamente del mismo, sólo lo hacen con su familia o amigos cercanos, manifestando pensamientos y sentimientos de culpa. De modo que la intervención del psicólogo clínico es indispensable, de tal manera que puedan afrontar el estrés derivado de su enfermedad. La terapia psicológica tiene como objetivos: (1) reducir la ansiedad, depresión, estrés  y reacciones negativas, (2) inducir un espíritu de lucha positivo, (3) facilitar la participación activa en el tratamiento de su enfermedad, (4) desarrollar la mejor manera de enfrentar su enfermedad, (5) facilitar la expresión de los sentimientos, sobre todo de los negativos.